# 만경터미널
만경터미널은 전북특별자치도 김제시 만경읍 만경로 813 (만경리)에 위치한 종합버스터미널이다.

## 운행 노선

### 시외버스
| 방면        | 행선지     |
| ----------- | ---------- |
| 호남권 방면 | 군산, 부안 |

### 시내버스
- 김제시의 시내버스
  - 18번 : 김제역 ~ 만경 ~ 정당 ~ 거전리
  - 19번 : 김제역 ~ 만경 ~ 해망 ~ 거전리
  - 19-1번 : 김제역 ~ 만경 ~ 해망 ~ 남하 ~ 거전리
  - 20번 : 만경 ~ 모산 ~ 도화 ~ 옥동 ~ 김제시외버스터미널 ~ 김제역
  - 20-1번 : 만경 ~ 모산 ~ 도화 ~ 성덕면 ~ 석교 ~ 김제시청 ~ 김제시외버스터미널 ~ 김제경찰서 ~ 김제역
  - 21번 : 김제역 ~ 만경 ~ 하리 ~ 청하
  - 30번 : 만경 ~ 내죽 ~ 대동 ~ 부신 ~ 석교 ~ 김제시청 ~ 김제시외버스터미널 ~ 김제경찰서 ~ 김제역
  - 30-1번 : 만경 ~ 용지동 ~ 석교 ~ 김제시청 ~ 김제시외버스터미널 ~ 김제경찰서 ~ 김제역
  - 37번 : 김제역 ~ 만경 ~ 화포 ~ 소토리
  - 38번 : 김제역 ~ 만경 ~ 하리 ~ 장흥
  - 48번 : 김제역 ~ 만경 ~ 남하 ~ 거전리

- 익산시의 시내버스
  - 15번 : 만경 ~ 내죽 ~ 벽성대학 ~ 황산 ~ 유강 ~ 목천동 ~ 익산시외버스터미널 ~ 중앙동 ~ 익산시청 ~ 원광여고